# Melica minor
Melica minor là một loài thực vật có hoa trong họ Hòa thảo. Loài này được Hack. ex Boiss. mô tả khoa học đầu tiên năm 1884.